# Clemente Russo
Clemente Russo, noto anche con lo pseudonimo di Tatanka (Caserta, 27 luglio 1982), è un personaggio televisivo, dirigente sportivo ed ex pugile italiano; dal 2021 è direttore tecnico (DT) del Gruppo Sportivo Fiamme Azzurre appartenente al Corpo di polizia penitenziaria e dal 2025 è anche tecnico responsabile della Nazionale di pugilato dell'Italia (FPI). 
È stato campione del mondo dei dilettanti a Chicago 2007 e Almaty 2013 e vicecampione olimpico a Pechino 2008 e a Londra 2012. È l'unico pugile italiano ad aver disputato 4 Olimpiadi con tali risultati.

## Biografia
Figlio di un operaio della Siemens e di una casalinga, cresciuto a Marcianise, Clemente Russo, soprannominato da Don King "The white hope" ("La speranza bianca"), è il pugile con il maggior numero di incontri disputati di tutte le categorie e di tutte le sigle dilettantistiche nella storia della boxe italiana.
Ha vinto il mondiale dei Dilettanti a Chicago 2007 e Almaty 2013 e due medaglie d'argento alle olimpiadi di Pechino nel 2008 e a Londra nel 2012. Ha vinto anche un bronzo agli Europei Juniores del 1998, cinque titoli italiani, i mondiali militari del 2004 e la medaglia d'oro ai Giochi del Mediterraneo di Almeria del 2005.
Alle Olimpiadi di Pechino ha vinto la medaglia d'argento, perdendo in finale con il russo Rachim Čakchiev. È stato il portabandiera della nazionale italiana nella cerimonia di chiusura delle Olimpiadi del 24 agosto 2008.
Il 16 agosto 2008 lo scrittore Roberto Saviano ne ha stilato un profilo sull'Espresso pubblicato nella sua opera La bellezza e l'inferno. Pochi mesi dopo Russo ha esordito cinematograficamente come attore, protagonista nel film Tatanka, per la regia di Giuseppe Gagliardi, liberamente ispirato all'articolo di Saviano.
A ottobre 2008 ha partecipato alla terza edizione al reality show di Italia 1 La talpa, arrivando secondo.
Il 27 maggio 2011 ha vinto la finale individuale del WSB per i pesi massimi (+91 kg) ed è diventato Campione del Mondo Individuale 2011 ottenendo la qualificazione diretta ai Giochi Olimpici di Londra 2012.
Nel gennaio 2012 ha lasciato la squadra delle Fiamme Oro, ed è entrato a far parte delle Fiamme Azzurre della Polizia Penitenziaria.
Il 21 marzo 2012 Italia 1 ha mandato in onda la puntata zero del format Fratello maggiore, un programma incentrato sui problemi giovanili, nel quale Clemente Russo aiuta gli adolescenti con evidenti problemi di comportamento in famiglia e nel sociale, ad avere un atteggiamento diverso e più costruttivo, educandoli allo sport.
Il 2 maggio 2012 ha vinto con il Team Dolce & Gabbana Milano Thunder, di cui è stato capitano dal 2010 al 2014, la World Series of Boxing.
Dal 2 giugno 2012 è entrato a far parte dei professionisti firmando un quinquennale con la APB, nuova sigla semi-professionistica dell'AIBA.
L'11 agosto 2012 ha vinto l'argento alle Olimpiadi di Londra nella categoria dei pesi massimi, perdendo la finale contro l'ucraino Oleksandr Usyk.
Il 9 maggio 2013 ha condotto lo show comico di Italia 1 Colorado ... a rotazione! insieme a Federica Nargi e Paolo Ruffini.
Il 26 ottobre 2013 ha conquistato la medaglia d'oro all'AIBA World Boxing Champs nella categoria dei pesi massimi, battendo in finale il russo Tiščenko, diventando così il nuovo campione del mondo di categoria.
A gennaio del 2014 è entrato a far parte degli inviati di Mistero. Nel marzo dello stesso anno ha inaugurato a Caserta il Tatanka Club, nella cui gestione è presente anche la moglie Laura Maddaloni; si tratta di una palestra di 1400 m², dove si possono praticare boxe, judo, Muay Thai e ballo. Nel 2015 sia lui che la moglie annunciano l'uscita dalla gestione.
Ha partecipato come ospite al Festival di Sanremo 2014.
Nel 2015 ha pubblicato per la Fandango il suo libro autobiografico Non abbiate paura di me.
Nel 2016 ha partecipato alla prima edizione del Grande Fratello VIP. Nel 2018 è stato inserito nel cast del film Natale a Roccaraso.
Nel 2019, insieme alla moglie Laura Maddaloni e ai cognati, ha fondato, dopo aver gestito due altri centri sportivi, il centro di alta specializzazione sportiva Clemente Russo and Maddaloni Brothers; la struttura di 1650 metri quadrati si trova a San Nicola la Strada, nelle vicinanze della Reggia di Caserta. La collaborazione termina nel 2022. Sempre nel 2022 Clemente e Laura decidono di fondare un centro sportivo unicamente di loro proprietà mantenendo la location precedente a San Nicola la Strada, nelle vicinanze della Reggia di Caserta.
Dal 2021, dopo aver appeso i guantoni al chiodo, è direttore tecnico del Gruppo Sportivo Fiamme Azzurre appartenente al Corpo di polizia penitenziaria. Dallo stesso anno collabora con la catena di palestre McFit di cui è anche ambassador. Sempre dal 2021 è un inviato de Le Iene.
Nel 2022 ha partecipato in coppia con la moglie Laura Maddaloni alla sedicesima edizione de L'isola dei famosi. Nello stesso anno ha presentato Final Round su Sky, format di sei episodi, incentrato sul mondo del pugilato.
Dal 2023, data la sua passione per l'equitazione, che lo ha porta a possedere svariati cavalli, conduce Tatanka su EQU TV.
Nel 2024 conduce il programma Tatanka training su EQU TV e prende parte al programma televisivo Sfida impossibile su Italia 1
Dal 3 gennaio 2025 è tecnico responsabile della Nazionale di pugilato dell'Italia (FPI). Dal 2025 fa la telecronaca ad eventi di pugilato come TAF (The Art of Fighting) trasmessi su 20.

### Vita privata
Nel 2005 in Spagna conosce la judoka Laura Maddaloni; i due si incontrano per la prima volta ad Almería ai XV Giochi del Mediterraneo, dove entrambi gareggiano e salgono sul podio. Successivamente la coppia si sposa il 29 dicembre 2008 a Cervinara, nell'Abbazia di San Gennaro. I due hanno tre figlie: Rosy, nata il 9 agosto del 2011, e le gemelle Jane e Janet, nate il 12 giugno 2013. Il 3 dicembre 2017 la coppia si risposa a Napoli.
Clemente Russo è quindi genero dell'allenatore di judo Giovanni Maddaloni e cognato di Pino e Marco Maddaloni, entrambi judoka.

## Palmarès
Clemente Russo ha partecipato a quattro edizioni dei Giochi Olimpici (Atene 2004, Pechino 2008, Londra 2012, Rio de Janeiro 2016), cinque dei mondiali (Bangkok 2003, Mianyang 2005, Chicago 2007, Milano 2009, Almaty 2013), tre degli europei (Perm 2002, Pola 2004, Plovdiv 2006), due dei Giochi del Mediterraneo (Almeria 2005, Pescara 2009) e tre dei campionati dell'Unione Europea (Cagliari 2005, Pécs 2006, Dublino 2007).

### Principali incontri disputati
| Evento                  | Edizione      | Categoria             | Trentaduesimi                     | Sedicesimi                                | Ottavi                                        | Quarti                                 | Semifinale                             | Finale                             | Pos. | Note   |
| ----------------------- | ------------- | --------------------- | --------------------------------- | ----------------------------------------- | --------------------------------------------- | -------------------------------------- | -------------------------------------- | ---------------------------------- | ---- | ------ |
| Europei                 | Perm 2002     | Mediomassimi (-81 kg) | N.D.                              | Magomed Aripgadjiev ( Bielorussia) P 9-17 | non qualificato                               | non qualificato                        | non qualificato                        | non qualificato                    | 17º  | [ 31 ] |
| Mondiali                | Bangkok 2003  | Mediomassimi (-81 kg) | N.D.                              | Stefan Balint ( Romania) V 15-10          | Magomed Aripgadjiev ( Bielorussia) P 4-14     | non qualificato                        | non qualificato                        | non qualificato                    | 9º   | [ 32 ] |
| Europei                 | Pola 2004     | Mediomassimi (-81 kg) | N.D.                              | István Szucs ( Ungheria) P 22-33          | non qualificato                               | non qualificato                        | non qualificato                        | non qualificato                    | 17º  | [ 33 ] |
| Olimpiadi               | Atene 2004    | Mediomassimi (-81 kg) | N.D.                              | Bye                                       | Andre Ward ( USA) P 9-17                      | non qualificato                        | non qualificato                        | non qualificato                    | 9º   | [ 34 ] |
| Giochi del Mediterraneo | Almeria 2005  | Massimi (-91 kg)      | N.D.                              | N.D.                                      | Tomislav Antelj ( Serbia e Montenegro) V 15-6 | Nasser al-Shami ( Siria) V wo          | Vedran Đipalo ( Croazia) V 27-17       | Mohamed Homrani ( Tunisia) V 32-20 |      | [ 35 ] |
| Campionati EU           | Cagliari 2005 | Massimi (-91 kg)      | N.D.                              | N.D.                                      | N.D.                                          | Andrei Cojanu ( Romania) V 23-12       | Alexander Povernov ( Germania) V 28-19 | Lukas Viktora ( Rep. Ceca) V 21-12 |      | [ 36 ] |
| Mondiali                | Mianyang 2005 | Massimi (-91 kg)      | N.D.                              | Bye                                       | Jasur Matchanov ( Uzbekistan) P 13-16         | non qualificato                        | non qualificato                        | non qualificato                    | 9º   | [ 37 ] |
| Campionati EU           | Pécs 2006     | Massimi (-91 kg)      | N.D.                              | N.D.                                      | N.D.                                          | Vedran Đipalo ( Croazia) P 16-21       | non qualificato                        | non qualificato                    | 5º   | [ 38 ] |
| Europei                 | Plovdiv 2006  | Massimi (-91 kg)      | N.D.                              | Bye                                       | Spyridion Kladouhas ( Grecia) V RSCO 3        | Alexander Povernov ( Germania) P 21-30 | non qualificato                        | non qualificato                    | 5º   | [ 39 ] |
| Campionati EU           | Dublino 2007  | Massimi (-91 kg)      | N.D.                              | N.D.                                      | Tervel Pulev ( Bulgaria) V 13-5               | John M'Bumba ( Francia) V 17-15        | Krzysztof Zimnoch ( Polonia) V 12-5    | Helias Pavlidis ( Grecia) P 8-13   |      | [ 40 ] |
| Mondiali                | Chicago 2007  | Massimi (-91 kg)      | Danny Price ( Inghilterra) V 14-5 | Lukas Viktora ( Rep. Ceca) V 17-6         | Alexander Povernov ( Germania) V 17-5         | Milorad Gajovic ( Montenegro) V 15-3   | Yushan Nijiati ( Cina) V 19-11         | Rachim Čakchiev ( Russia) V 7-6    |      | [ 41 ] |
| Olimpiadi               | Pechino 2008  | Massimi (-91 kg)      | N.D.                              | N.D.                                      | Viktar Zueŭ ( Bielorussia) V 7-1              | Oleksandr Usyk ( Ucraina) V 7-4        | Deontay Wilder ( USA) V 7-1            | Rachim Čakchiev ( Russia) P 2-4    |      | [ 42 ] |
| Giochi del Mediterraneo | Pescara 2009  | Massimi (-91 kg)      | N.D.                              | N.D.                                      | Bye                                           | Michalis Filippou ( Cipro) V 5-0       | Mohammad Ghossoun ( Siria) V 7-2       | Mourad Sahraoui ( Tunisia) V 8-3   |      | [ 43 ] |
| Mondiali                | Milano 2009   | Massimi (-91 kg)      | Julio Castillo ( Ecuador) V 16-1  | Vassiliy Levit ( Kazakistan) V 14-4       | Egor Mechoncev ( Russia) P 5-7                | non qualificato                        | non qualificato                        | non qualificato                    | 9º   | [ 44 ] |
| Olimpiadi               | Londra 2012   | Massimi (-91 kg)      | N.D.                              | N.D.                                      | Tumba Silva ( Angola) V wo                    | José Larduet ( Cuba) V 12-10           | Teymur Mammadov ( Azerbaigian) V 17-15 | Oleksandr Usyk ( Ucraina) P 11-14  |      | [ 45 ] |
| Mondiali                | Almaty 2013   | Massimi (-91 kg)      | Bye                               | Levan Guledani ( Georgia) V 3-0           | Jim Andreasen ( Danimarca) V 3-0              | Marko Čalić ( Croazia) V 3-0           | Teymur Mammadov ( Azerbaigian) V 3-0   | Evgenij Tiščenko ( Russia) V 2-1   |      | [ 46 ] |

Campionati italiani
- 1996 (canguri):  Oro
- 1997 (novizi):  Oro
- 1998 (juniores):  Oro
- 1999 (III serie):  Oro

Campionato italiano di pugilato Elite maschile
- 2001 (81 kg):  Oro
- 2002 (81 kg):  Oro
- 2003 (81 kg):  Oro
- 2004 (91 kg):  Oro
- 2005 (91 kg):  Oro
- 2006 (91 kg):  Oro
- 2007 (91 kg):  Oro
- 2008 (91 kg):  Oro
- 2021 (91 kg)[48]:  Oro

Campionati europei U17
- 1997:  Bronzo cadetti
- 1998:  Bronzo juniores

Campionati mondiali militari
- 2004 (91 kg):  Oro

World Series of Boxing
- 2010/2011:  Oro ind.
- 2010/2011: 5° sq.
- 2011/2012:  Oro sq.
- 2012/2013:  Bronzo sq.
- 2013/2014: 5° sq.

Tornei internazionali
- 2002 — Plovdiv (Bulgaria):  Argento
- 2002 — Italia:  Oro
- 2002 — Atene (Grecia):  Argento
- 2003 — Cipro:  Argento
- 2004 — Debralen (Ungheria):  Argento
- 2008 — Halle (Germania):  Oro

Tornei internazionali preolimpici
- 2004 — Atene (Grecia):  Argento

## Filmografia
- Tatanka, regia di Giuseppe Gagliardi (2011)
- Natale a Roccaraso, regia di Mauro Russo (2018)

## Programmi televisivi
- La talpa (Italia 1, 2008) - concorrente
- Fratello maggiore (Italia 1, 2012) - conduttore
- Colorado ... a rotazione! (Italia 1, 2013) - conduttore
- Mistero (Italia 1, 2014) - inviato
- Grande Fratello VIP (Canale 5, 2016) - concorrente
- Le Iene (Italia 1, dal 2021) - inviato
- L'isola dei famosi 16 (Canale 5, 2022) - concorrente
- Tatanka (EQU TV, 2023-in corso) - conduttore
- Tatanka training (EQU TV, 2024) - conduttore
- TAF (The Art of Fighting) (20, 2025-in corso) - telecronista